# Hippomonavella borealis
Hippomonavella borealis är en mossdjursart som först beskrevs av Campbell Easter Waters 1900.  Hippomonavella borealis ingår i släktet Hippomonavella och familjen Bitectiporidae. Inga underarter finns listade i Catalogue of Life.